# Квалификације за Светско првенство у фудбалу 2018 — УЕФА група И
Група И европских квалификација за Светско првенство у фудбалу 2018. састојала се од 6 репрезентација: репрезентације Исланда, Косова, Турске, Украјине, Финске и Хрватске.
Репрезентација Исланда је као првопласирана репрезентација изборила директан пласман на првенство, док је Хрватска као другопласирана репрезентација отишла у бараж.

## Табела
| Легенда                                           |
| ------------------------------------------------- |
| Репрезентација која се квалификује у првом кругу  |
| Репрезентација која иде у бараж након првог круга |

| Табела групе И | Табела групе И | Табела групе И | Табела групе И | Табела групе И | Табела групе И | Табела групе И | Табела групе И | Табела групе И | Табела групе И |  |        |          |          |        |        |                  |  | Домаћи | Домаћи | Домаћи | Домаћи | Домаћи | Домаћи | Домаћи | Гости | Гости | Гости | Гости | Гости | Гости | Гости |
|                | Репрезентација | И              | Д              | Н              | И              | ДГ             | ПГ             | ГР             | Бод.           |  | Исланд | Хрватска | Украјина | Турска | Финска | Република Косово |  | И      | Д      | Н      | И      | ДГ     | ПГ     | Бод.   | И     | Д     | Н     | И     | ДГ    | ПГ    | Бод.  |
| 1.             | Исланд         | 10             | 7              | 1              | 2              | 16             | 7              | +9             | 22             |  | -      | 1:0      | 2:0      | 2:0    | 3:2    | 2:0              |  | 5      | 5      | 0      | 0      | 10     | 2      | 15     | 5     | 2     | 1     | 2     | 6     | 5     | 7     |
| 2.             | Хрватска       | 10             | 6              | 2              | 2              | 15             | 4              | +11            | 20             |  | 2:0    | -        | 1:0      | 1:1    | 1:1    | 1:0              |  | 5      | 3      | 2      | 0      | 6      | 2      | 11     | 5     | 3     | 0     | 2     | 9     | 2     | 9     |
| 3.             | Украјина       | 10             | 5              | 2              | 3              | 13             | 9              | +4             | 17             |  | 1:1    | 0:2      | -        | 2:0    | 1:0    | 3:0              |  | 5      | 3      | 1      | 1      | 7      | 3      | 10     | 5     | 2     | 1     | 2     | 6     | 6     | 7     |
| 4.             | Турска         | 10             | 4              | 3              | 3              | 14             | 13             | +1             | 15             |  | 0:3    | 1:0      | 2:2      | -      | 2:0    | 2:0              |  | 5      | 3      | 1      | 1      | 7      | 5      | 10     | 5     | 1     | 2     | 2     | 7     | 8     | 5     |
| 5.             | Финска         | 10             | 2              | 3              | 5              | 9              | 13             | -4             | 9              |  | 1:0    | 0:1      | 1:2      | 2:2    | -      | 1:1              |  | 5      | 1      | 2      | 2      | 5      | 6      | 5      | 5     | 1     | 1     | 3     | 4     | 7     | 4     |
| 6.             | Косово         | 10             | 0              | 1              | 9              | 3              | 24             | -21            | 1              |  | 1:2    | 0:6      | 0:2      | 1:4    | 0:1    | -                |  | 5      | 0      | 0      | 5      | 2      | 15     | 0      | 5     | 0     | 1     | 4     | 1     | 9     | 1     |

## Резултати
| Хрватска           | 1:1                         | Турска           |
| ------------------ | --------------------------- | ---------------- |
| Ракитић 44’ (пен.) | Детаљи (FIFA) Детаљи (UEFA) | Чалханоглу 90+3’ |

| Финска      | 1:1                         | Косово            |
| ----------- | --------------------------- | ----------------- |
| Арајури 18’ | Детаљи (FIFA) Детаљи (UEFA) | Бериша 60’ (пен.) |

| Украјина       | 1:1                         | Исланд        |
| -------------- | --------------------------- | ------------- |
| Јармоленко 41’ | Детаљи (FIFA) Детаљи (UEFA) | Финбогасон 6’ |

| Исланд                                           | 3:2                         | Финска               |
| ------------------------------------------------ | --------------------------- | -------------------- |
| Арнасон 37’ · Финбогасон 90+1’ · Сигурдсон 90+6’ | Детаљи (FIFA) Детаљи (UEFA) | Пуки 21’ · Балај 39’ |

| Косово | 0:6                         | Хрватска                                                           |
| ------ | --------------------------- | ------------------------------------------------------------------ |
|        | Детаљи (FIFA) Детаљи (UEFA) | Манџукић 6’, 24’, 35’ · Митровић 68’ · Перишић 83’ · Калинић 90+2’ |

| Турска                              | 2:2                         | Украјина                           |
| ----------------------------------- | --------------------------- | ---------------------------------- |
| Туфан 45+1’ · Чахланоглу 81’ (пен.) | Детаљи (FIFA) Детаљи (UEFA) | Јармоленко 24’ (пен.) · Кравец 27’ |

| Финска | 0:1                         | Хрватска     |
| ------ | --------------------------- | ------------ |
|        | Детаљи (FIFA) Детаљи (UEFA) | Манџукић 18’ |

| Украјина                                       | 3:0                         | Косово |
| ---------------------------------------------- | --------------------------- | ------ |
| Рахмани 31’ (аг.) · Јармоленко 81’ · Ротан 87’ | Детаљи (FIFA) Детаљи (UEFA) |        |

| Исланд                            | 2:0                         | Турска |
| --------------------------------- | --------------------------- | ------ |
| Топрак 42’ (аг.) · Финбогасон 44’ | Детаљи (FIFA) Детаљи (UEFA) |        |

| Хрватска            | 2:0                         | Исланд |
| ------------------- | --------------------------- | ------ |
| Брозовић 15’, 90+1’ | Детаљи (FIFA) Детаљи (UEFA) |        |

| Турска               | 2:0                         | Косово |
| -------------------- | --------------------------- | ------ |
| Јилмаз 51’ · Шен 55’ | Детаљи (FIFA) Детаљи (UEFA) |        |

| Украјина   | 1:0                         | Финска |
| ---------- | --------------------------- | ------ |
| Кравец 25’ | Детаљи (FIFA) Детаљи (UEFA) |        |

| Турска        | 2:0                         | Финска |
| ------------- | --------------------------- | ------ |
| Тосун 9’, 13’ | Детаљи (FIFA) Детаљи (UEFA) |        |

| Хрватска    | 1:0                         | Украјина |
| ----------- | --------------------------- | -------- |
| Калинић 38’ | Детаљи (FIFA) Детаљи (UEFA) |          |

| Косово    | 1:2                         | Исланд                                    |
| --------- | --------------------------- | ----------------------------------------- |
| Нудиу 52’ | Детаљи (FIFA) Детаљи (UEFA) | Сигурдарсон 25’ · Г. Сигурдсон 35’ (пен.) |

| Финска         | 1:2                         | Украјина                      |
| -------------- | --------------------------- | ----------------------------- |
| Похјанпало 72’ | Детаљи (FIFA) Детаљи (UEFA) | Конопљанка 51’ · Бесједин 75’ |

| Исланд       | 1:0                         | Хрватска |
| ------------ | --------------------------- | -------- |
| Магнусон 90’ | Детаљи (FIFA) Детаљи (UEFA) |          |

| Косово      | 1:4                         | Турска                                      |
| ----------- | --------------------------- | ------------------------------------------- |
| Рахмани 22’ | Детаљи (FIFA) Детаљи (UEFA) | Сен 7’ · Ундер 31’ · Јилмаз 61’ · Туфан 82’ |

| Финска  | 1:0                         | Исланд |
| ------- | --------------------------- | ------ |
| Ринг 8’ | Детаљи (FIFA) Детаљи (UEFA) |        |

| Украјина            | 2:0                         | Турска |
| ------------------- | --------------------------- | ------ |
| Јармоленко 18’, 42’ | Детаљи (FIFA) Детаљи (UEFA) |        |

| Хрватска | 1:0                         | Косово |
| -------- | --------------------------- | ------ |
| Вида 74’ | Детаљи (FIFA) Детаљи (UEFA) |        |

Првобитно је планирано да се ова утакмица одигра 2. септембра 2017,али је померена због невремена.
| Исланд             | 2:0                         | Украјина |
| ------------------ | --------------------------- | -------- |
| Сигурдсон 47’, 66’ | Детаљи (FIFA) Детаљи (UEFA) |          |

| Косово | 0:1                         | Финска   |
| ------ | --------------------------- | -------- |
|        | Детаљи (FIFA) Детаљи (UEFA) | Пуки 83’ |

| Турска    | 1:0                         | Хрватска |
| --------- | --------------------------- | -------- |
| Тосун 75’ | Детаљи (FIFA) Детаљи (UEFA) |          |

| Хрватска     | 1:1                         | Финска    |
| ------------ | --------------------------- | --------- |
| Манџукић 57’ | Детаљи (FIFA) Детаљи (UEFA) | Соири 90’ |

| Косово | 0:2                         | Украјина                            |
| ------ | --------------------------- | ----------------------------------- |
|        | Детаљи (FIFA) Детаљи (UEFA) | Паћарада 60’ (аг.) · Јармоленко 88’ |

| Турска | 0:3                         | Исланд                                       |
| ------ | --------------------------- | -------------------------------------------- |
|        | Детаљи (FIFA) Детаљи (UEFA) | Гудмундсон 32’ · Бјарнасон 39’ · Арнасон 50’ |

| Финска                       | 2:2                         | Турска         |
| ---------------------------- | --------------------------- | -------------- |
| Арајури 76’ · Похјанпало 88’ | Детаљи (FIFA) Детаљи (UEFA) | Тосун 57’, 83’ |

| Исланд                         | 2:0                         | Косово |
| ------------------------------ | --------------------------- | ------ |
| Сигурдсон 40’ · Гудмундсон 68’ | Детаљи (FIFA) Детаљи (UEFA) |        |

| Украјина | 0:2                         | Хрватска          |
| -------- | --------------------------- | ----------------- |
|          | Детаљи (FIFA) Детаљи (UEFA) | Крамарић 62’, 70’ |

## Стрелци
6 голова
| - Андриј Јармоленко |

5 голова
| - Џенк Тосун | - Марио Манџукић |

4 гола
| - Гјилфи Сигурдсон |

3 гола
| - Алфред Финбогасон | - Артјом Кравец |

2 гола
| - Јохан Берг Гудмундсон - Каури Аурнасон - Бурак Јилмаз - Волкан Шен | - Озан Туфан - Хакан Чалханоглу - Јоел Похјанпало - Паулус Арајури | - Тему Пуки - Андреј Крамарић - Марцело Брозовић - Никола Калинић |

1 гол
| - Биркир Бјарнасон - Бјердн Бергман Сигурдарсон - Рагнар Сигурдсон - Теодор Елмар Бјарнасон - Хордур Бјергвин Магнусон - Ате Нухију - Амир Рахмани | - Валон Бериша - Ченгиз Ундер - Артјом Бесједин - Јевхен Конопљанка - Руслан Ротан - Александер Ринг | - Пири Соири - Робин Лод - Домагој Вида - Иван Перишић - Иван Ракитић - Матеј Митровић |

Аутогол
| - Леарт Паћарада (против Украјине) |